# چشم‌آذر
چشم‌آذر یک نام خانوادگی است. افراد سرشناس با این نام از این قرارند:
- اسماعیل چشم‌آذر (زادهٔ ۱۳۰۰)، موسیقی‌دان و نوازنده تار ایرانی
- منوچهر چشم‌آذر (زادهٔ ۱۳۲۳)، موسیقی دان، آهنگساز و تنظیم‌کنندهٔ ایرانی مقیم لس‌آنجلس
- ناصر چشم‌آذر (۱۳۲۹ – ۱۳۹۷)، موسیقی‌دان، آهنگ‌ساز و تنظیم‌کنندهٔ ایرانی و برادر کوچکتر منوچهر چشم‌آذر